# Чоповицька територіальна громада
Чоповицька селищна територіальна громада — територіальна громада в Україні, в Коростенському районі Житомирської області. Адміністративний центр — селище Чоповичі.

## Загальна інформація
Площа території громади — 359,4 км², кількість населення — 5 978 мешканців (2020).
У 2018 році площа громади становила 221,5 км², кількість населення — 4 695 мешканців.
Станом на 2016 рік площа громади становила 221,5 км², населення — 4 768 мешканців.

## Населені пункти
До складу громади входять 1 селище (Чоповичі), 26 сіл: Барвінки, Будницьке, Владівка, Головки, Гутянське, Загребля, Заліски, Йосипівка, Кам'янка, Квітневе, Крушники, Кутище, Липляни, Лідівка, Лісове, Маклаївка, Новобратське, Омелянівка, Писарівка, Пристанційне, Репище, Скурати, Стримівщина, Тишів, Червоний Лан, Шевченкове.

## Старостинські округи
Барвінківський, Головківський, Йосипівський, Скуратівський.

## Історія
Утворена 26 серпня 2016 року шляхом об'єднання Чоповицької селищної ради та Барвінківської, Йосипівської, Шевченківської сільських рад Малинського району.
Відповідно до розпорядження Кабінету Міністрів України № 711-р від 12 червня 2020 року «Про визначення адміністративних центрів та затвердження територій територіальних громад Житомирської області», до складу громади були включені території та населені пункти Владівської, Головківської та Скуратівської сільських рад Малинського району.
Відповідно до постанови Верховної Ради України від 17 липня 2020 року, громада увійшла до складу новоствореного Коростенського району Житомирської області.